# Roger Caillois
Roger Caillois (n. 3 martie 1913, Reims, Franța – d. 21 decembrie 1978, Le Kremlin-Bicêtre, Île-de-France, Franța) a fost un scriitor, sociolog, eseist și critic literar francez, membru al Academiei Franceze.

## Biografie
În 1932, sub cupola Academiei franceze, proaspătul academician Roger Caillois a fost întâmpinat de  Rene Huyghe cu cuvintele: „Sunteți, domnule, unul din cele mai curioase spirite ale vremii noastre, unul din cele mai autonome.“
Roger Caillois și-a dedicat întreaga curiozitate și independență intelectuală decriptării universului. Se formează în atmosfera cursurilor lui Georges Dumézil, Alexandre Kojeve și Marcel Mauss de la École pratique des hautes études, apoi, timp de câțiva ani, este foarte aproape de grupul suprarealist, de care se desparte însă în 1935.
În 1938 întemeiază Colegiul de Sociologie cu Georges Bataille. În 1939 pleacă în Argentina, unde-l întâlnește, pe aceleași poziții politice ca el, adică de activă susținere a Rezistenței, pe alt scriitor exilat, Georges Bernanos.

### După 1945
Întors după război în Franța, inițiază la Gallimard colecția de literatura sud-americană „Croix du Sud“ și fondează revista Diogene (1952), de care se va ocupa până la sfârșitul vieții. 
Diogene este un jurnal interdisciplinar finanțat de UNESCO.
Cărțile sale explorează, pe rând, sacrul, poezia, fantasticul, pietrele (a dedicat mai multe cărți gemologiei), iar în ele s-a simțit mereu refuzul său de a gândi la modul trivial.
Pilat din Pont, un roman din 1960, are aceeași calitate, el repovestește istoria știută de toată lumea după ce a cântărit-o însă cu cea mai mare atenție de unul singur.
Alături de Tzvetan Todorov este unul din cei mai importanți teoreticieni ai literaturii fantastice.

## Operă selectivă
- Le Mythe et l'homme [Mitul și omul], (1938),
- L'Homme et le Sacre [Omul și sacrul], (1939),
- Les impostures de la poesie [Imposturile poeziei], (1944),
- Le Rocher de Sisyphe [Piatra lui Sisif], (1946),
- Babel (1948),
- Description du marxisme [Descrierea marxismului], (1950),
- L'incertitude qui vient des reves [Nesiguranța care vine din vise], (1956),
- Les Jeux et les Hommes [Jocurile și oamenii], (1958),
- Ponce Pilat [Pilat din Pont], (1960),
- Au coeur du fantastique [În inima fantasticului], (1965),
- L'Ecriture des pierres [Scriitura pietrelor], (1970),
- Un mannequin sur le trottoir [Un manechin pe trotuar], (1974),
- Le Champ des signes [Câmpul semnelor], (1978),
- Histoire universelle de l'infamie [Istoria universală a infamiei], (1994).

### Traduceri în limba română
- În inima fantasticului, traducere de Iulia Soare, Ed. Meridiane, București 1971;
- Eseuri despre imaginație, traducere de Viorel Grecu, Ed. Univers, București 1975;
- Fluviul Alfeu, traducere de Adrian Istrate, Ed. Nemira, București 1997;
- Abordări ale imaginarului, traducere de Nicolae Baltă, Ed. Nemira, București 2001;
- Omul și sacrul, traducere de Dan Petrescu, Ed. Nemira, București 2006.